# Ферешть (Алба)
Ферешть, Ферешті (рум. Ferești) — село у повіті Алба в Румунії. Входить до складу комуни Бучум.
Село розташоване на відстані 308 км на північний захід від Бухареста, 40 км на північний захід від Алба-Юлії, 70 км на південний захід від Клуж-Напоки.

## Населення
За даними перепису населення 2002 року у селі проживали 37 осіб, усі — румуни. Усі жителі села рідною мовою назвали румунську.